# Leucauge nigricauda
Leucauge nigricauda là một loài nhện trong họ Tetragnathidae.
Loài này thuộc chi Leucauge. Leucauge nigricauda được Eugène Simon miêu tả năm 1903.